# Streptopelia lugens
La tórtola oscura (Streptopelia lugens) es una especie de ave en la familia Columbidae. Es propia de África.

## Distribución
Se la encuentra en Burundi, República Democrática del Congo, Eritrea, Etiopía, Kenia, Malawi, Ruanda, Arabia Saudita, Somalía, Sudán del Sur, Tanzania, Uganda, Yemen, y Zambia.